# Gmina Sorsele
Gmina Sorsele (szw. Sorsele kommun) – gmina w Szwecji, w regionie Västerbotten, z siedzibą w Sorsele.
Pod względem zaludnienia Sorsele jest 289. gminą w Szwecji. Zamieszkuje ją 2957 osób, z czego 48,77% to kobiety (1442) i 51,23% to mężczyźni (1515). W gminie zameldowanych jest 89 cudzoziemców. Na każdy kilometr kwadratowy przypada 0,39 mieszkańca. Pod względem wielkości gmina zajmuje 9. miejsce.